# Ronde van Frankrijk 2018/Negende etappe
De negende etappe van de Ronde van Frankrijk 2018 werd verreden op zondag 15 juli 2018 van Arras naar Roubaix. 

## Verloop
Een etappe die zich reeds van vooraf aankondigde als een koers waar men deze Ronde van Frankrijk niet zou winnen, maar wel kon verliezen. Een van de belangrijkste pionnen die slachtoffer werd in deze rit was de BMC-kopman Richie Porte die in deze rit de wedstrijd moest verlaten met een sleutelbeen- en bekkenbreuk.
In deze 'Mini Parijs-Roubaix' versie in de Tour kwamen vooral de klassieke kasseienrenners aan hun trekken. In deze nerveuze koers kwam in de finale een drietal voorop met daarbij John Degenkolb, Greg van Avermaet en Yves Lampaert. In de spurt nam John Degenkolb de maat van zijn twee medevluchters. Greg van Avermaet en Yves Lampaert werden respectievelijk tweede en derde. Hierdoor en door de bijhorende bonificaties verstevigde de geletruidrager Greg van Avermaet zijn leiderspositie.    

## Uitslag
| Rituitslag Arras - Roubaix (156,5 km) |                      |                     |          |
| Plaats                                | Naam                 | Ploeg               | Tijd     |
| Winnaar                               | John Degenkolb       | Team Sunweb         | 3u24'26" |
| 2                                     | Greg van Avermaet    | BMC Racing Team     | z.t.     |
| 3                                     | Yves Lampaert        | Quick-Step Floors   | z.t.     |
| 4                                     | Philippe Gilbert     | Quick-Step Floors   | + 19"    |
| 5                                     | Peter Sagan          | BORA-hansgrohe      | z.t.     |
| 6                                     | Jasper Stuyven       | Trek-Segafredo      | z.t.     |
| 7                                     | Bob Jungels          | Quick-Step Floors   | z.t.     |
| 8                                     | André Greipel        | Lotto Soudal        | + 27"    |
| 9                                     | Edvald Boasson Hagen | Team Dimension Data | z.t.     |
| 10                                    | Timothy Dupont       | Wanty-Groupe Gobert | z.t.     |
|                                       |                      |                     |          |
| 19                                    | Tom Dumoulin         | Team Sunweb         | z.t.     |

| Algemeen klassement |                    |                   |           |
| Plaats              | Naam               | Ploeg             | Tijd      |
| Gele trui           | Greg Van Avermaet  | BMC Racing Team   | 36u07'17" |
| 2                   | Geraint Thomas     | Team Sky          | + 43"     |
| 3                   | Philippe Gilbert   | Quick-Step Floors | + 44"     |
| 4                   | Bob Jungels        | Quick-Step Floors | + 50"     |
| 5                   | Alejandro Valverde | Movistar Team     | + 1'31"   |
| 6                   | Rafał Majka        | BORA-hansgrohe    | + 1'32"   |
| 7                   | Jakob Fuglsang     | Astana Pro Team   | + 1'33"   |
| 8                   | Chris Froome       | Team Sky          | + 1'42"   |
| 9                   | Adam Yates         | Mitchelton-Scott  | z.t.      |
| 10                  | Mikel Landa        | Movistar Team     | z.t.      |
|                     |                    |                   |           |
| 14                  | Bauke Mollema      | Trek-Segafredo    | + 1'58"   |

## Nevenklassementen
| Puntenklassement |                   |                    |        |
| Plaats           | Naam              | Ploeg              | Punten |
| Groene trui      | Peter Sagan       | BORA-hansgrohe     | 299    |
| 2                | Fernando Gaviria  | Quick-Step Floors  | 218    |
| 3                | Dylan Groenewegen | Team LottoNL-Jumbo | 132    |

| Bergklassement |                  |                     |        |
| Plaats         | Naam             | Ploeg               | Punten |
| Bolletjestrui  | Toms Skujiņš     | Trek-Segafredo      | 6      |
| 2              | Sylvain Chavanel | Direct Énergie      | 4      |
| 3              | Dion Smith       | Wanty-Groupe Gobert | 4      |

| Jongerenklassement |                      |                    |           |
| Plaats             | Naam                 | Ploeg              | Tijd      |
| Witte trui         | Søren Kragh Andersen | Team Sunweb        | 36u09'00" |
| 2                  | Thomas Boudat        | Direct Énergie     | + 7'00"   |
| 3                  | Pierre Latour        | AG2R La Mondiale   | + 7'37    |
|                    |                      |                    |           |
| 20                 | Antwan Tolhoek       | Team LottoNL-Jumbo | + 38'50"  |
| 25                 | Jasper De Buyst      | Lotto Soudal       | + 52'57"  |

| Ploegenklassement |                   |            |
| Plaats            | Ploeg             | Tijd       |
|                   | Quick-Step Floors | 109u02'46" |
| 2                 | Movistar Team     | + 4'51"    |
| 3                 | Mitchelton-Scott  | + 5'58"    |
| 4                 | Bahrain-Merida    | + 6'07"    |
| 5                 | Team Sunweb       | + 6'08"    |

## Opgaven
- Tony Martin (Team Katjoesja Alpecin): gaf op na een zware val in de achtste etappe
- Richie Porte (BMC Racing Team): gaf op wegens een sleutelbeen- en bekkenbreuk
- José Joaquin Rojas (Movistar Team): gaf op na een val.

1e etappe ·
2e etappe ·
3e etappe ·
4e etappe ·
5e etappe ·
6e etappe ·
7e etappe ·
8e etappe ·
9e etappe ·
10e etappe ·
11e etappe ·
12e etappe ·
13e etappe ·
14e etappe ·
15e etappe ·
16e etappe ·
17e etappe ·
18e etappe ·
19e etappe ·
20e etappe ·
21e etappe
Startlijst · Eindstanden · Afbeeldingen